# Passo Campo Carlo Magno
Le passo Campo Carlo Magno est un col alpin du Trentin-Haut-Adige qui relie val di Sole au val Rendena, entre le massif de Brenta et celui de l'Adamello-Presanella. C'est aussi la ligne de partage des eaux entre le bassin du Sarca et celui du Noce.
Il est accessible via la route nationale 239 de Campiglio.
D'un point de vue administratif, la passo Campo Carlo Magno se situe sur la commune de Pinzolo.
Aujourd'hui, c'est, avec la proximité de Madonna di Campiglio, une station de ski alpin renommée avec de nombreuses remontées mécaniques.

## Toponymie
Elle doit son nom au fait que la tradition raconte, sans aucune preuve documentaire historique, que Charlemagne avait campé à cet endroit avec son armée lors de la descente à Rome en l'an 800, pour être couronné empereur du Saint-Empire romain germanique.